# Lech Wróblewski
Lech Władysław Jacenty Wróblewski(ur. 23 listopada 1918 w Wieliczce, zm. 17.02.1990 w Neuilly-sur-Seine) – polski żołnierz francuskiego ruchu oporu w czasie II wojny światowej.
Był synem Wincentego (1871–1942), doktora medycyny, autora licznych prac z dziedziny bakteriologii i Pauliny z Januszkiewiczów. Miał trzech braci: Stanisława, Janusza (bracia przyrodni, synowie Henryki z bar. Konopków) i Wincentego.
W chwili wybuchu II Wojny Światowej przebywał za granicą, dlatego zgłosił się na ochotnika do armii francuskiej 27 września 1939. Lech Wróblewski został przeszkolony w szkole oficerskiej w Coetquidan (październik 1939 – marzec 1940). Przydzielony do 5 polskiego pułku piechoty, został wzięty do niewoli w walce 15 czerwca 1940. Po 14 miesiącach niewoli w Austrii został repatriowany w konwoju medycznym 26 sierpnia 1941, po czterech nieudanych próbach ucieczki. Po rekonwalescencji został zdemobilizowany w Auch 5 marca 1942.
Skontaktował się z podziemną polską organizacją w maju 1942 i został jednym z organizatorów sieci POWN-Monika w regionie Dauphiné. Miał pseudonim "Gaston". Organizował komórki oporu wśród polskich studentów w Grenoble, organizował skrzynki na broń i sprzęt spadochronowy w Haute-Loire i Ardèche. Odpowiedzialny za komunikację i propagandę, nawiązał połączenie radiowe z Londynem i prowadził tajną prasę drukarską. W sierpniu 1942 został mianowany szefem regionu Grenoble-Valence, a w styczniu 1943 szefem grupy ochronnej kwatery głównej. Wykonywał także misje łącznikowe w Paryżu i na północy.
Aresztowany przez OVRA 19 marca 1943 w swoim domu w Grenoble w wyniku denuncjacji, został internowany we Włoszech (Imperia Oneglia) od 21 marca do 20 kwietnia 1943, a następnie przekazany gestapo do aresztu we Fresnes. 20 stycznia 1944 został deportowany do Buchenwaldu, gdzie został poddany kwarantannie przed przeniesieniem 3.03.1944 do obozu Mittelbau-Dora. 4 kwietnia 1945 został wysłany do Bergen-Belsen, gdzie doczekał uwolnienia przez aliantów 15 kwietnia. Został repatriowany do Francji przez Lille 30 kwietnia 1945. Pozostał we Francji i osiadł w Paryżu. Żonaty z Ruth Mandelik (ur. 4.03.1916 w Hamburgu, zm. 9.10.2001 w Saint-Raphaël). 
Został uhonorowany płytą pamiątkową w Montmorency (Val d’Oise).

## Ordery i odznaczenia
- Oficer Legii Honorowej[1]
- Krzyż Wojenny dwukrotnie[1]
- Medal Wdzięczności Francuskiej[1]
- Krzyż Walecznych[1]
- Krzyż Zasługi z mieczami[1]

## W literaturze popularnej
Jest jednym z bohaterów wspomnień Karola Obidniaka Jak zostać generałem. Wspomnienia szeregowca.